# Punto singolare di una curva

Una cuspide nell'origine del grafico della curva y^{2} = x^{3}

In geometria, un punto singolare di una curva è un punto per il quale la curva non è rappresentata da una funzione liscia. La definizione precisa dipende dal tipo di curva che si considera.

## Curve algebriche nel piano
Una curva algebrica nel piano è definita come il luogo geometrico dei punti {\displaystyle (x,y)} del piano che soddisfano una equazione nella forma {\displaystyle f(x,y)=0} dove {\displaystyle f} è una funzione polinomiale {\displaystyle f\colon \mathbb {R} ^{2}\to \mathbb {R} }
{\displaystyle f(x,y)=a_{0}+b_{0}x+b_{1}y+c_{0}x^{2}+2c_{1}xy+c_{2}y^{2}+\dots }
Se l'origine {\displaystyle (0,0)} appartiene alla curva allora {\displaystyle a_{0}=0}. Se {\displaystyle b_{1}\neq 0} allora il teorema delle funzioni implicite assicura che esiste una funzione liscia {\displaystyle h} tale che la curva ha la forma {\displaystyle y=h(x)} in un intorno dell'origine. Analogamente, se {\displaystyle b_{0}\neq 0} allora esiste una funzione liscia {\displaystyle k} tale che la curva ha la forma {\displaystyle x=k(y)} in un intorno dell'origine. In entrambi i casi, esiste una mappa regolare da {\displaystyle \mathbb {R} } al piano sul quale è definita la curva in un intorno dell'origine. Nell'origine si ha che
{\displaystyle b_{0}={\partial f \over \partial x},\,b_{1}={\partial f \over \partial y},}
per cui la curva è non singolare, o regolare, nell'origine se almeno una delle derivate parziali di {\displaystyle f} è non nulla. I punti singolari sono quei punti della curva nei quali si annulla il gradiente di {\displaystyle f}:
{\displaystyle f(x,y)={\partial f \over \partial x}={\partial f \over \partial y}=0.}

### Punti di regolarità
Assumendo che la curva passi per l'origine e ponendo {\displaystyle y=mx}, {\displaystyle f} può essere scritta come
{\displaystyle f=(b_{0}+mb_{1})x+(c_{0}+2mc_{1}+c_{2}m^{2})x^{2}+\dots .\,}
Se {\displaystyle b_{0}+mb_{1}\neq 0} allora {\displaystyle f=0} ha una soluzione di molteplicità {\displaystyle 1} per {\displaystyle x=0} e l'origine è un punto di contatto di ordine {\displaystyle 1} con la retta  {\displaystyle y=mx}. 
Se {\displaystyle b_{0}+mb_{1}=0} allora {\displaystyle f=0} ha una soluzione di molteplicità maggiore o uguale a {\displaystyle 2} e la retta {\displaystyle y=mx} ovvero {\displaystyle b_{0}x+b_{1}y=0} è tangente alla curva. In tale caso, se {\displaystyle c_{0}+2mc_{1}+c_{2}m^{2}\neq 0} allora la curva ha un punto di contatto di ordine {\displaystyle 2} con {\displaystyle y=mx}. 
Se il coefficiente di {\displaystyle x^{2}} è nullo ovvero se {\displaystyle c_{0}+2mc_{1}+c_{2}m^{2}=0} ma non è nullo il coefficiente di {\displaystyle x^{3}} allora l'origine è un punto di flesso della curva. Se entrambi i coefficienti di {\displaystyle x^{2}} e {\displaystyle x^{3}} sono nulli allora l'origine è un punto di ondulazione. Tale analisi si generalizza ad ogni punto della curva, traslandola in modo che il punto di interesse vada a cadere nell'origine.

### Punti doppi

Tre limaçon: la curva a sinistra ha un punto doppio isolato nell'origine, quella al centro (cardioide) ha una cuspide nell'origine, quella a destra ha un nodo (autointersezione) nell'origine.

Se {\displaystyle b_{0}} e {\displaystyle b_{1}} sono entrambi nulli ma almeno uno tra {\displaystyle c_{0}}, {\displaystyle c_{1}} e {\displaystyle c_{2}} è non nullo allora l'origine è un punto doppio per la curva. Ponendo {\displaystyle y=mx} , {\displaystyle f} può essere scritta come
{\displaystyle f=(c_{0}+2mc_{1}+c_{2}m^{2})x^{2}+(d_{0}+3md_{1}+3m^{2}d_{2}+d_{3}m^{3})x^{3}+\dots .\,}
I punti doppi possono essere classificati secondo le soluzioni di 
{\displaystyle c_{0}+2mc_{1}+c_{2}m^{2}=0}.

#### Nodi
Se {\displaystyle c_{0}+2mc_{1}+c_{2}m^{2}=0} ha due soluzioni reali rispetto a {\displaystyle m}, ovvero se {\displaystyle c_{0}c_{2}-(c_{1})^{2}<0} allora l'origine è un nodo per la curva. In tale caso la curva ha un'autointersezione nell'origine e ha due tangenti distinte corrispondenti alle due soluzioni di {\displaystyle c_{0}+2mc_{1}+c_{2}m^{2}=0}. La funzione {\displaystyle f} ha un punto di sella in corrispondenza.

#### Punti doppi isolati
Se {\displaystyle c_{0}+2mc_{1}+c_{2}m^{2}=0} non ha soluzioni reali rispetto a {\displaystyle m}, ovvero se {\displaystyle c_{0}c_{2}-(c_{1})^{2}>0}, allora l'origine è un punto doppio isolato (o nodo isolato). Nel piano reale è quindi un punto isolato, ma se si considera la curva complessa l'origine non è un punto isolato e ha due tangenti immaginarie, corrispondenti alle due soluzioni complesse di {\displaystyle c_{0}+2mc_{1}+c_{2}m^{2}=0}. La funzione {\displaystyle f} ha un estremo locale in corrispondenza.

#### Cuspidi
Se {\displaystyle c_{0}+2mc_{1}+c_{2}m^{2}=0} ha una soluzione di molteplicità {\displaystyle 2} rispetto a {\displaystyle m}, ovvero {\displaystyle c_{0}c_{2}-(c_{1})^{2}=0}, allora l'origine è un punto di cuspide. La curva cambia direzione con un angolo netto nell'origine e ha una sola tangente, che può essere considerata come due tangenti coincidenti.

#### Ulteriori classificazioni
Il numero di nodi o cuspidi di una curva è uno dei due invarianti della formula di Plücker.
Se una delle soluzioni di {\displaystyle c_{0}+2mc_{1}+c_{2}m^{2}=0} è anche soluzione di {\displaystyle d_{0}+3md_{1}+3m^{2}d_{2}+d_{3}m^{3}=0} allora il ramo corrispondente della curva ha un punto di flesso nell'origine, che in questo caso è un punto di flecnodo. Se entrambe le tangenti hanno questa proprietà, ovvero {\displaystyle c_{0}+2mc_{1}+c_{2}m^{2}=0} è un fattore di {\displaystyle d_{0}+3md_{1}+3m^{2}d_{2}+d_{3}m^{3}=0}, allora l'origine è un biflecnodo.

### Punti multipli

La curva ha un punto triplo nell'origine

In generale, se tutti i termini di grado inferiore a {\displaystyle k} sono nulli, almeno un termine di grado {\displaystyle k} è non nullo in {\displaystyle f} e la curva ha un punto multiplo di ordine {\displaystyle k}. La curva avrà, in generale, {\displaystyle k} tangenti nell'origine, anche se alcune di esse possono essere immaginarie.

## Curve parametriche
Una curva parametrica in {\displaystyle \mathbb {R} ^{2}} è definita come l'immagine di una funzione {\displaystyle g\colon \mathbb {R} \to \mathbb {R} ^{2},\ g(t)=(g_{1}(t),g_{2}(t))}. I punti singolari sono quelli per i quali si annulla il gradiente di {\displaystyle g}, ovvero
{\displaystyle {dg_{1} \over dt}={dg_{2} \over dt}=0.}
Molte curve possono essere definite in questa maniera, ma le definizioni di singolarità possono non essere sempre concordi. La cuspide è singolare in entrambe le definizioni, un esempio è la curva seguente che ha una cuspide nell'origine, e può essere definita implicitamente come {\displaystyle x^{3}-y^{2}=0} o in forma parametrica come {\displaystyle g(t)=(t^{2},t^{3})}. Nel caso dei nodi non è sempre questo il caso, ad esempio nella curva {\displaystyle y^{2}-x^{3}-x^{2}=0}, l'origine è un punto singolare se si considera la curva definita implicitamente in forma algebrica, ma considerando la parametrizzazione {\displaystyle g(t)=(t^{2}-1,t^{3}-t)}, si ha che {\displaystyle g'(t)=(2t,3t^{2}-1)} non si annulla mai, e il nodo non è un punto singolare per la parametrizzazione.
È necessario prestare attenzione nella scelta della parametrizzazione: ad esempio la retta {\displaystyle y=0} parametrizzata da {\displaystyle g(t)=(t^{3},0)} ha una singolarità nell'origine, mentre quando è parametrizzata da {\displaystyle g(t)=(t,0)} non ha singolarità. Per questo motivo, è più opportuno parlare di punto singolare di una parametrizzazione regolare piuttosto che di punto singolare della curva in sé.
La precedente definizione può essere estesa per coprire i punti singolari delle curve implicite, che sono definiti come insieme degli zeri {\displaystyle f^{-1}(0)} di una funzione liscia, e può essere estesa per curve in più dimensioni.
Un teorema di Hassler Whitney afferma che ogni insieme chiuso in {\displaystyle \mathbb {R} ^{n}} è l'insieme degli zeri {\displaystyle f^{-1}(0)} di una opportuna funzione liscia {\displaystyle f\colon \mathbb {R} ^{n}\to \mathbb {R} }.